# Elfazepam
Elfazepam  là một loại thuốc là một dẫn xuất của benzodiazepine. Có lẽ nó có tác dụng an thần và giải lo âu như của các loại thuốc benzodiazepin khác.
Tính chất Orexigenic ở động vật. Cơ chế tăng lượng thức ăn không rõ ràng và đã được điều tra. Người ta đã phát hiện ra rằng elfazepam ức chế bài tiết axit dạ dày.

## Tổng hợp

Tổng hợp Elfazepam: Bằng sáng chế Hoa Kỳ 4,010.154

Dẫn xuất của Benzophenone 1 được phản ứng với một glycine tương đương dưới dạng oxazolidine-2,5-dione 2 để tạo ra sản phẩm cuối cùng 3 Elfazepam.